# Antilope
Antilope é um gênero de mamíferos bovídeos, da subfamília Antilopinae, da tribo Antilopini. Contém uma única espécie, o antílope-negro ou antílope-indiano (Antilope cervicapra). 